# Francis Heaulme
Pour les articles homonymes, voir Heaulme.
 (décembre 2018).
Francis Heaulme, né le 25 février 1959 à Metz, est un tueur en série français, surnommé le « routard du crime », arrêté par l'adjudant de gendarmerie Jean-François Abgrall en 1992 et reconnu coupable de onze assassinats — acquitté d'un douzième — dans au moins neuf affaires criminelles françaises.

## Biographie

### Jeunesse
Francis Heaulme naît le 25 février 1959 à Metz.
Il a grandi à Briey, en Meurthe-et-Moselle, dans l'une des quatre cités radieuses construites par Le Corbusier. Il est le fils de Nicole Houillon (1940-1984) et de Marcel Heaulme (1934-2019).
Le père, électricien, méprisé par sa belle-famille qui le surnomme « le boche » en raison de son fort accent alsacien, est un homme brutal, sévère et alcoolique qui martyrise Francis, frappe sa femme et dépense son argent dans les courses de chevaux.
Heaulme adore sa mère Nicole, qu'il considère comme « une sainte », et s'entend très bien avec sa sœur Christine, de six ans sa cadette. L'un et l'autre sont souvent livrés à eux-mêmes dans le logement familial. Francis est surnommé « Félix le chat », car il lui est arrivé plusieurs fois de se nourrir de pâtée pour chat en boîte de conserve, au point que de nombreuses personnes l'appellent « Félix », croyant que c'est son prénom.
Heaulme est atteint du syndrome de Klinefelter : sa pilosité est moindre et ses organes reproducteurs de petite taille. D'un quotient intellectuel inférieur à la moyenne, il subissait en raison de son apparence les moqueries et les coups de son père, qui l'enfermait à la cave.
De même, à l'école, il subit les moqueries de ses camarades de classe et s'isole. Il devient alcoolique et déséquilibré durant son adolescence, ce qui le pousse à parfois enterrer des animaux vivants ou à se taillader régulièrement le corps avec des tessons de bouteille. Il est exempté de service militaire pour cause de troubles psychiatriques.
En 1979, à l'âge de 20 ans, Heaulme se découvre une passion pour la bicyclette et s'y adonne en tenue de cycliste. Il n'a pas passé le permis de conduire et n'a jamais conduit de voiture.
À partir de 1981, Heaulme travaille comme manœuvre, où son travail est décrit comme étant exemplaire.
Sa mère décède d'un cancer le 16 octobre 1984. Il en est dévasté et tente de se suicider à plusieurs reprises. La mort de sa mère ayant eu lieu le même jour que celle du petit Grégory Villemin, il collectionnera les coupures de presse relatives à cette affaire.

### Début du parcours criminel
Il commet son premier meurtre le 5 novembre 1984, trois semaines après le décès de sa mère. Avec la complicité de Joseph Molins, il tue Lyonnelle Gineste, une apprentie pâtissière de 17 ans, car « elle avait l'air d'une pute avec ses collants noirs ». Son père change de compagne et sa sœur se marie. Francis se retrouve ainsi complètement isolé et sans ressources, ayant perdu son emploi de maçon à cause de son alcoolisme.
Heaulme traverse, en plus de sept ans, trente-sept départements et, incapable de conduire, entraîne plusieurs fois des complices disposant d'une voiture, dans ses crimes (dont le cousin d'une des victimes), eux violant la victime, lui — toujours à l'initiative des meurtres — la tuant. Il lui arrive de s'accuser de meurtres auprès de personnels médicaux qui ne le croient pas, parce qu'il est connu pour être un affabulateur. Dans plusieurs gendarmeries, il raconte des agressions « imaginaires » qui peuvent être des réminiscences de faits réellement commis. Les victimes, hommes, femmes ou enfants sont de tous âges. Leur seul point commun : s'être trouvés sur la route de Heaulme lorsqu'il « voit rouge ».
Dans la nuit du 8 mai 1986, dans un gymnase de Périgueux, l'appelé du contingent Laurent Bureau, 19 ans, est tué. Heaulme est là en compagnie de l'autre assassin Didier Gentil, appelé lui aussi, et d'une bande de malfrats. Le jeune militaire revenant de permission a fait un détour par le parc du gymnase en rentrant à la caserne, il est torturé et assassiné par la bande.
Peu de temps après, Heaulme va habiter chez sa grand-mère à Vaux, près de Montigny-lès-Metz, où, le 28 septembre 1986, deux enfants sont tués. Il travaille comme manœuvre pour l'entreprise CTBE à seulement 400 mètres de l'endroit. Pour ces faits-là, il avoue seulement avoir vu ces enfants lorsque ceux-ci lui ont jeté des pierres alors qu'il passait à vélo, puis être repassé et les avoir vus morts ; par ailleurs il a également très bien décrit les lieux. Cette affaire non élucidée pendant trente et un ans constitue son deuxième passage à l'acte (ils sont tués à coups de pierre, une des techniques de Heaulme). Patrick Dils sera emprisonné quinze ans durant, avant d'être acquitté pour ce double meurtre.
Dans la nuit du 29 au 30 décembre 1986, Francis Heaulme tue Annick Maurice, en compagnie de deux amis du centre de désintoxication de Maizeroy, petit village près de Metz. Son corps sera retrouvé, le 27 avril 1987, en état de putréfaction.
En 1987, Heaulme part sur les routes, se marginalise et sillonne la France à pied, en auto-stop ou en train (sans acheter de billet), séjournant dans des communautés Emmaüs et des institutions psychiatriques ou de désintoxication. Il dépense son revenu minimum à boire, mélangeant parfois alcools et tranquillisants, et trouve occasionnellement des petits emplois de ferrailleur ou de maçon,,.
Le 22 juin 1988, Heaulme tente de cambrioler Ghislaine Ponsard, 61 ans, et Georgette Manesse, 86 ans, mais, surpris par les deux vieilles dames, il décide de les tuer à leur domicile de Charleville-Mézières. Il se rend par la suite à Port-Grimaud où, le 5 avril 1989, il tue Joris Vivile, 9 ans, dont le corps sera retrouvé le 22 avril 1989.
En 1989, il devient compagnon d'Emmaüs, successivement dans trois communautés de France (Brest, Quimperlé, puis Metz),,.

### Début de l'enquête
À la suite du meurtre d'Aline Pérès, une aide-soignante, le 14 mai 1989, sur la plage du Moulin-Blanc au Relecq-Kerhuon, à proximité de Brest, le gendarme de permanence Jean-François Abgrall, de la section de recherches de Rennes, prend en charge l'enquête qui le conduit à Francis Heaulme, avec lequel il parvient à entrer en contact. Sa localisation se voit cependant compliquée, après qu'il a quitté le Centre Emmaüs, comme beaucoup de résidents à la suite du crime.
Repéré dans un autobus, le 19 juin 1989, Heaulme est interpellé et placé en garde à vue, mais affirme avoir été dans un institut médical au moment du crime. Abgrall vérifie l'alibi d'Heaulme, qui est confirmé par l'institut, les prises de températures datées du jour font preuves et se voit donc obligé de le relâcher. Plus tard, l'enquête démontrera que les infirmiers pouvaient noter une température même en l'absence des patients, l'alibi est donc caduc mais Heaulme, relâché entre-temps a disparu.
Malgré le peu de soutien de sa hiérarchie, Abgrall comprend rapidement la règle de base concernant celui qu'il est chargé de traquer : « C'est quand on ne lui demande rien qu'il en dit le plus ».
Pendant qu'Abgrall mène son enquête, Heaulme tue Sylvie Rossi, le 18 juillet 1989, près de Villers-Allerand, où le corps est retrouvé le lendemain. Il est probablement l'assassin de Jean-Joseph Clément, tué le 7 août 1989, près d'Avignon et retrouvé le lendemain. Au cours de son périple, Heaulme part du côté de Rugy où, dans la soirée du 7 mai 1991, il tue Laurence Guillaume avec la complicité du cousin de celle-ci, Michel Guillaume.
Sa dernière victime connue est Jean Rémy, un retraité assassiné à Boulogne-sur-Mer, le 5 janvier 1992.

### Arrestation
Il est arrêté le 7 janvier 1992 à Bischwiller, en Alsace, et avoue le meurtre de l'aide-soignante de Brest ; puis, alors qu'il attend de passer devant le juge d'instruction, celui de Jean-Joseph Clément, près d'Avignon le 7 août 1989. Les enquêteurs ont beaucoup de difficultés à confirmer les autres crimes, car les actes sont perpétrés sans raison ni mobile apparent par une personne sans domicile fixe et qui se déplace sans cesse. De plus, des négligences, des lacunes et la mauvaise coordination des différents services d'enquête locaux ne permettent pas de le confondre. C'est finalement Abgrall qui remonte le fil des meurtres au gré des déplacements de Heaulme et, centralisant les différentes enquêtes, obtient progressivement une série d'aveux plus ou moins explicites mais dans des termes confus et codés, Heaulme parlant d'une quinzaine de « pépins ».
Francis Heaulme raconte avec une incroyable précision et même dessine, avant de se rétracter, des scènes de meurtre, mais en disant se les être fait raconter, les avoir vues en songe, sans dire qu'il y a participé. Par exemple, il mime la façon de tuer une sentinelle en lui tenant fermement la tête en arrière d'une main et en lui tranchant la carotide de l'autre. Selon Abgrall, « Il ne ment pas. Il n'invente jamais rien. Mais il embrouille volontairement les pistes en mélangeant les crimes, les dates et les lieux ».
En 1993, une cellule spéciale de gendarmerie est créée sous la direction d'Abgrall, appuyé par un technicien de l'Institut de recherche criminelle de la gendarmerie nationale, pour démêler l'écheveau des pérégrinations criminelles de Heaulme, de ses souvenirs et de ses aveux confus. Depuis son premier passage aux assises, en janvier 1994, pour la mort de l'aide-soignante, les procès se succèdent et il est condamné à neuf reprises pour onze meurtres jusqu'en 2014, où il répond à nouveau en assises du meurtre des deux jeunes garçons commis à Montigny-lès-Metz, qui a été précédemment imputé à tort à Patrick Dils. Jugé pour cette affaire en 2017, Francis Heaulme plaide son innocence et est condamné le 17 mai 2017 à la perpétuité. Cette condamnation est confirmée en appel, le 21 décembre 2018 à Versailles. Il est incarcéré à la maison centrale d'Ensisheim, située dans le Haut-Rhin et spécialisée dans l'accueil de détenus de longue peine, dont 30 % condamnés à la perpétuité.
À la prison d'Ensisheim, Heaulme est agressé à plusieurs reprises par des codétenus.

## Personnalité
Francis Heaulme lâche aux enquêteurs des bribes d'informations pour faire comprendre qu'il y a eu des « pépins », terme qu'il utilise pour qualifier ses meurtres, et fait souvent ainsi apparaître de nouvelles affaires au fil des interrogatoires. Durant ceux-ci, il regarde fixement le policier sans jamais ciller, ce qui peut créer un malaise chez celui qui l'interroge. Il souffre d'une anomalie chromosomique rare, le syndrome de Klinefelter.
Selon l'un de ses avocats successifs, Pierre Gonzalez de Gaspard, Heaulme ne supporte pas d'être confronté à une autorité, qu'il s'agisse d'un gendarme, d'un policier ou d'un magistrat, car il a l'impression qu'ils peuvent lui faire dire n'importe quoi. En revanche, lors des procès, il manifeste un grand respect pour l'autorité judiciaire.

## Liste des victimes connues
| Date des faits    | Date de découverte | Nom                | Âge | Lieu                 | Complice         |
| ----------------- | ------------------ | ------------------ | --- | -------------------- | ---------------- |
| 5 novembre 1984   | 6 novembre 1984    | Lyonelle Gineste   | 17  | Montauville          | Joseph Molins    |
| 28 septembre 1986 | 28 septembre 1986  | Cyril Beining      | 8   | Montigny-lès-Metz    | -                |
| 28 septembre 1986 | 28 septembre 1986  | Alexandre Beckrich | 8   | Montigny-lès-Metz    | -                |
| 30 décembre 1986  | 27 avril 1987      | Annick Maurice     | 26  | Ogy                  | Philippe Élivon  |
| 22 juin 1988      | 22 juin 1988       | Georgette Manesse  | 86  | Charleville-Mézières | -                |
| 22 juin 1988      | 22 juin 1988       | Ghislaine Ponsard  | 61  | Charleville-Mézières | -                |
| 5 avril 1989      | 22 avril 1989      | Joris Viville      | 9   | Port-Grimaud         | ?                |
| 14 mai 1989       | 14 mai 1989        | Aline Pérès        | 49  | Le Relecq-Kerhuon    | -                |
| 18 juillet 1989   | 19 juillet 1989    | Sylvie Rossi       | 30  | Villers-Allerand     | -                |
| 7 mai 1991        | 8 mai 1991         | Laurence Guillaume | 14  | Rugy                 | Michel Guillaume |
| 5 janvier 1992    | 5 janvier 1992     | Jean Rémy          | 65  | Boulogne-sur-Mer     | -                |

## Affaires
Les affaires dans lesquelles il est soupçonné, mis en examen ou condamné sont nombreuses :
- meurtre de Lyonnelle Gineste (17 ans) dans la forêt de Puvenelle à Montauville, le 5 novembre 1984, soit trois semaines après la mort de sa mère. Il est aidé d'un complice, Joseph Molins, qui s'est révélé au fil de l'histoire être un témoin ;
- meurtre dans un gymnase à Périgueux, le 8 mai 1986, de Laurent Bureau (19 ans), appelé du contingent. Des complices accompagnent Heaulme, dont Didier Gentil, déjà condamné, au moment du procès, à la réclusion à perpétuité pour le viol et le meurtre de la petite Céline Jourdan, à la Motte-du-Caire, en juillet 1988. La cour d'assises de Périgueux ne pouvant déterminer lequel des deux a tué le jeune homme, ils sont acquittés le 5 avril 1997 ;
- meurtre de Cyril Beining (8 ans) et Alexandre Beckrich (8 ans), le 28 septembre 1986 à Montigny-lès-Metz, en Moselle. Heaulme avait été embauché quelques jours auparavant dans une entreprise toute proche des lieux du crime. Il confirme avoir été présent ce jour-là mais nie avoir tué les deux enfants. Sa présence sur les lieux est un fait nouveau qui permet à la Cour de révision le réexamen et l'annulation de l'arrêt qui avait condamné Patrick Dils pour ces faits en 1989. À l'issue de son troisième procès en Assises, P. Dils est définitivement acquitté et libéré le 24 avril 2002. En mars 2013, Heaulme est renvoyé devant une cour d'assises pour répondre de ces deux meurtres mais le procès est ajourné en avril 2014, les crimes en question pouvant être l'œuvre d'Henri Leclaire[16] ;
- meurtre d'Annick Maurice (26 ans), employée d'un hypermarché de Metz, tuée le 29 décembre 1986 dans un bois d'Ogy avec la complicité de Philippe Élivon et de deux autres personnes. Le corps de la victime avait été retrouvé le 27 avril 1987 ;
- double meurtre de Ghislaine Ponsard (61 ans) et de Georgette Manesse (86 ans), perpétré le 22 juin 1988 à Charleville-Mézières, au domicile de cette dernière. Il avoue ces meurtres aux enquêteurs avant de se rétracter. Il a nié pendant tout le procès et au-delà ;
- meurtre du Belge Joris Viville (neuf ans), enlevé dans un camping à Port-Grimaud le 5 avril 1989, étranglé et frappé de 83 coups de tournevis. Son corps est retrouvé derrière une citerne le 22 avril 1989. Heaulme était accompagné d'un complice, car le corps a été déplacé de plus de vingt kilomètres en voiture. Confronté à cinq suspects possibles lors du procès, il les désigne tous successivement comme ses complices, avant de déclarer qu’il ne veut pas être le « bouclier émissaire » ;
- meurtre d’Aline Pérès (49 ans) au Relecq-Kerhuon le 14 mai 1989. C'est pour ce meurtre qu'il est arrêté, quatre ans plus tard, à Bischwiller ;
- meurtre de Sylvie Rossi (trente ans), hôtesse de bar qui le prend en auto-stop à Reims le 18 juillet 1989, alors qu'elle rentre à son domicile d'Épernay. Heaulme, de retour chez lui à Metz, exige qu'elle l'y conduise. Comme elle refuse, il la roue de coups ; elle arrête alors sa voiture à Villers-Allerand et s'échappe sur un chemin agricole. Heaulme la poursuit en continuant à la frapper et lui donne un coup de pied qui lui fait éclater le foie. Le corps nu de la victime est découvert le lendemain ;
- meurtre de Jean-Joseph Clément (60 ans), légionnaire retraité, agriculteur tué à Courthézon, le 7 août 1989. Heaulme avoue ce meurtre à Jean-François Abgrall. Mais sa présence sur les lieux du crime n'a jamais pu être prouvée et ses aveux semblent totalement fantaisistes, au regard des constatations effectuées par les gendarmes sur la scène de crime. Il bénéficie d'un non-lieu, mais en octobre 2023, le dossier est rouvert à la suite de nouvelles charges versées au dossier, et il est à nouveau mis en examen ;
- meurtre le 7 mai 1991 de Laurence Guillaume (14 ans) dans les environs de Metz. Il est aidé d'un complice, Michel Guillaume, cousin de Laurence, qui la viole ;
- meurtre de Jean Rémy (65 ans), commis le 5 janvier 1992 à Boulogne-sur-Mer.

## Condamnations
- Le 29 janvier 1994, grâce au témoignage de Philippe Delorme, un SDF que Heaulme surnommait « le Gaulois » et qui l'accompagnait et a assisté au début de l'agression, la cour d’assises de Quimper le condamne à vingt ans de réclusion criminelle, assortis d’une période de sûreté des deux tiers, pour le meurtre d’Aline Pérès.
- Le 29 septembre 1995, la cour d’assises de Metz le condamne à la réclusion criminelle à perpétuité, assortie d’une période de sûreté de dix-huit ans, pour complicité de viol et meurtre de Laurence Guillaume. Son complice, Michel Guillaume, cousin de la victime, est reconnu coupable de viol et de complicité de meurtre, et condamné à dix-huit ans de prison.
- Le 24 mai 1997, la cour d’assises de Draguignan le condamne à la réclusion criminelle à perpétuité, assortie d’une période de sûreté de vingt-deux ans, pour le meurtre de Joris Viville.
- Le 9 septembre 1999, la cour d’assises de Saint-Omer le condamne à quinze ans de réclusion criminelle pour le meurtre de Jean Rémy.
- Le 26 novembre 1999, la cour d’assises de Nancy le condamne à trente ans de réclusion criminelle pour le meurtre de Lyonnelle Gineste. Son complice, Joseph Molins, est condamné à dix ans de réclusion criminelle.
- Le 8 décembre 2001, la cour d’assises de Metz le condamne à trente ans de réclusion criminelle pour le meurtre d’Annick Maurice. Le coaccusé, Philippe Élivon, est condamné à quinze ans de réclusion. En novembre 2002, ces condamnations sont confirmées en appel par la cour d’assises de Nancy.
- Le 16 décembre 2004, la cour d’assises de Reims le condamne à trente ans de réclusion criminelle, assortis d'une période de sûreté de vingt ans, pour les meurtres de Sylvie Rossi, et de Ghislaine Ponsard et Georgette Manesse.
- Le 17 mai 2017, la cour d'assises de Metz le condamne à la réclusion criminelle à perpétuité pour le meurtre de Cyril Beining et Alexandre Beckrich. Heaulme fait appel[17]. Le 21 décembre 2018, la cour d'assises d'appel de Versailles confirme sa condamnation à la réclusion criminelle à perpétuité[18]. Le 17 juin 2020, après le rejet de son pourvoi par la Cour de cassation, il est définitivement condamné à la réclusion à perpétuité[19].

### Filmographie
- Dans la tête du tueur, téléfilm de Claude-Michel Rome, 2005, avec Thierry Frémont dans le rôle de Heaulme et Bernard Giraudeau dans le rôle du gendarme Abgrall.

### Documentaires télévisés
- « La psychologie du crime » le 20 juin 2000 dans Faites entrer l'accusé présenté par Christophe Hondelatte sur France 2.
- « Francis Heaulme, le routard du crime » le 25 avril 2004 dans Faites entrer l'accusé présenté par Christophe Hondelatte sur France 2.
- « La route sanglante - sur les traces de Francis Heaulme », réal. Laurent Portes et Franck Guérin, Doc en Stock, le 13 novembre 2005.
- (en) « Dance with a serial killer » (« Danse avec un tueur en série »), de Nigel Williams, BBC, le 24 février 2008.
- « Francis Heaulme » le 3 décembre 2010 dans Affaires criminelles sur NT1.
- « Spéciale Francis Heaulme » le 3 novembre 2014 dans Crimes sur NRJ 12.
- « Francis Heaulme : sur les routes du crime » (premier reportage) le 7 mars 2015 dans Chroniques criminelles sur NT1.
- « Francis Heaulme : le routard du crime » dans Crimes à l'Est sur France 3.